# Mother (和田アキ子の曲)
「Mother」（マザー）は、1996年6月25日に発売された和田アキ子の60枚目のシングル。

## 概要
TBS系ドラマ『おーい!ムコどの』の主題歌として使用された。
和田の母親をテーマに制作された楽曲である。しかしながら和田の話によると、母親自身は「（本曲は）自分にはもったいない」と語っていたそうである（2005年10月に母親が死去した際、和田が母親の葬儀時に取材陣から受けたインタビュー内で述べた）。また母親が亡くなった後、和田はしばらく歌唱を封印し、2006年3月18日放送のNHK総合テレビ『家族で選ぶにっぽんの歌』で涙ながらに母親死去後の本曲初歌唱を行った。
NHK『NHK紅白歌合戦』では、1996年の『第47回NHK紅白歌合戦』、2006年の『第57回NHK紅白歌合戦』と2回歌唱されている。

## 収録曲
（全作詞：秋元康／編曲：林有三）
1. Mother
作曲：鈴木キサブロー
2. ちゃうわ
作曲：井上ヨシマサ